# New Brunswick (New Jersey)
Pour l’article homonyme, voir Nouveau-Brunswick.
New Brunswick est une ville américaine de l'État du New Jersey, siège du comté de Middlesex, également connue sous les noms de « Healthcare city » (la ville de la santé) ou de « Hub city » (la ville hub). Elle se situe à 50 km au sud-ouest de New York, sur la rive sud du Raritan, à environ 24 km de l'embouchure du fleuve. En 2006, le bureau du recensement des États-Unis a estimé sa population à 50 172 habitants.
New Brunswick fut délimitée par charte royale le 30 décembre 1730, entre d'autres communes du comté de Middlesex et du comté du Somerset, et le fut à nouveau par charte royale le 12 février 1763. La ville conserva alors les mêmes frontières communales mais fut divisée en un district nord et un district sud. Le premier septembre 1784, une loi votée par l'assemblée législative du New Jersey lui accorde le statut de cité.
En tant que siège du comté de Middlesex, New Brunswick possède de nombreux services, bureaux administratifs et équipements liés au gouvernement du comté. La ville accueille également la plus grande partie du campus de l'université Rutgers de même que l'UMDNJ (University of Medecine and Dentistry of New Jersey, l'université de médecine et d'odontologie du New Jersey). Ses surnoms, la « ville de la santé » et la « ville hub », sont le reflet de son statut de centre urbain majeur du centre du New Jersey desservi par un réseau ferroviaire dense au XIXe siècle et qui concentre aujourd'hui des équipements du secteur de la santé : aussi bien l'hôpital universitaire Robert Wood Johnson et l'hôpital universitaire de Saint Peter, tous deux affiliés à l'UMDNJ, que les sièges sociaux et les usines de plusieurs grands groupes pharmaceutiques tels que Johnson & Johnson et Bristol-Myers Squibb.
New Brunswick est remarquable par sa communauté hongroise. Elle compta près d'un quart de la population d'origine hongroise résidant au New Jersey. Cette communauté est aujourd'hui dans l'ensemble toujours florissante.

## Histoire

### Origine du nom
Le site de New Brunswick où les premiers colons s'implantèrent en 1681 fut d'abord habité par le peuple amérindien des Lenapes. Cette première colonie fut appelée « Prigmore's Swamp » de 1681 à 1697 puis « Indian's Ferry » de 1691 à 1714. Ce n'est qu'à partir de 1714 que la jeune colonie prit le nom de « New Brunswick » d'après celui de la ville allemande de Brunswick. Brunswick était une ville influente et puissante au sein de la ligue hanséatique, puis du Saint-Empire romain germanique, et fut le siège du duché puis de la principauté de Hanovre dont le prince-électeur devint le roi George Ier de Grande-Bretagne qui régna entre 1714 et 1727.

### Période coloniale et premières années de l'histoire américaine
Située sur les rives du Raritan, à mi-chemin entre New York et Philadelphie sur une des premières importantes voies d'accès connue sous le nom de « King's Higway », New Brunswick devint un centre majeur pour les marchands et les voyageurs de l'ère coloniale. Elle fut incorporée en 1736 et obtint une charte de cité en 1784. Pendant la guerre d'indépendance l'armée britannique occupa la ville l'hiver 1776-1777.
En 1776, la Déclaration d'indépendance fut d'abord lue en public à Philadelphie, après y avoir été promulguée par le congrès continental, puis fut lue pour la troisième fois en public à New Brunswick.

## Géographie
|  |  |

## Culture

### Art
New Brunswick fut un important centre d'avant-garde artistique dans les années 1950-70, lié notamment au mouvement fluxus, avec des artistes tels que Allan Kaprow, George Segal, George Brecht, Robert Whitman, Robert Watts, Lucas Samaras, Geoffrey Hendricks et Roy Lichtenstein. Certains d'entre eux enseignèrent à l'université Rutgers. On faisait parfois référence à cet ensemble d'artiste sous le nom d'« école du New Jersey » ou encore d'« école de peinture du New Jersey ».

### Musique
New Brunswick possède une scène musicale punk rock riche de nombreux groupes dont les plus connus sont The Bouncing Souls, Lifetime, Thursday, The Gaslight Anthem et Sticks & Stones. Cette scène est souvent engagée politiquement, ou du moins indépendante d'esprit, dans les messages qu'elle véhicule, le mouvement « Do it yourself » reliant les deux positions.

### Théâtres
- Crossroads Theatre
- George Street Playhouse
- State Theatre

Le State Theatre accueille également les représentations de l'American Repertory Ballet et de la Princeton Ballet School.
L'université Rutgers compte de nombreuses compagnies théâtrales d'étudiants qui jouent toutes sortes de pièces allant du répertoire classique de William Shakespeare, au pièce de cabaret, en passant par les comédies musicales.

### Musées
- Jane Voorhees Zimmerli Art Museum, musée d'art fondé en 1966 au sein de l'université Rutgers.
- Albus Cavus, galerie d'art ouverte en septembre 2002.
- Rutgers University Geology Museum, musée de géologie du Cook College, une division de l'université Rutgers.
- New Jersey Agricultural Museum, musée du New Jersey consacré à l'agriculture appartenant lui aussi au Cook College.

## Culture populaire
- Au cinéma :
  - Harold & Kumar Go To White Castle[2].
  - Les Aventures de Buckaroo Banzaï à travers la 8e dimension.
- En littérature :
  - la série des Mrs. Pollifax de Dorothy Gilman.

## Monuments et lieux notables

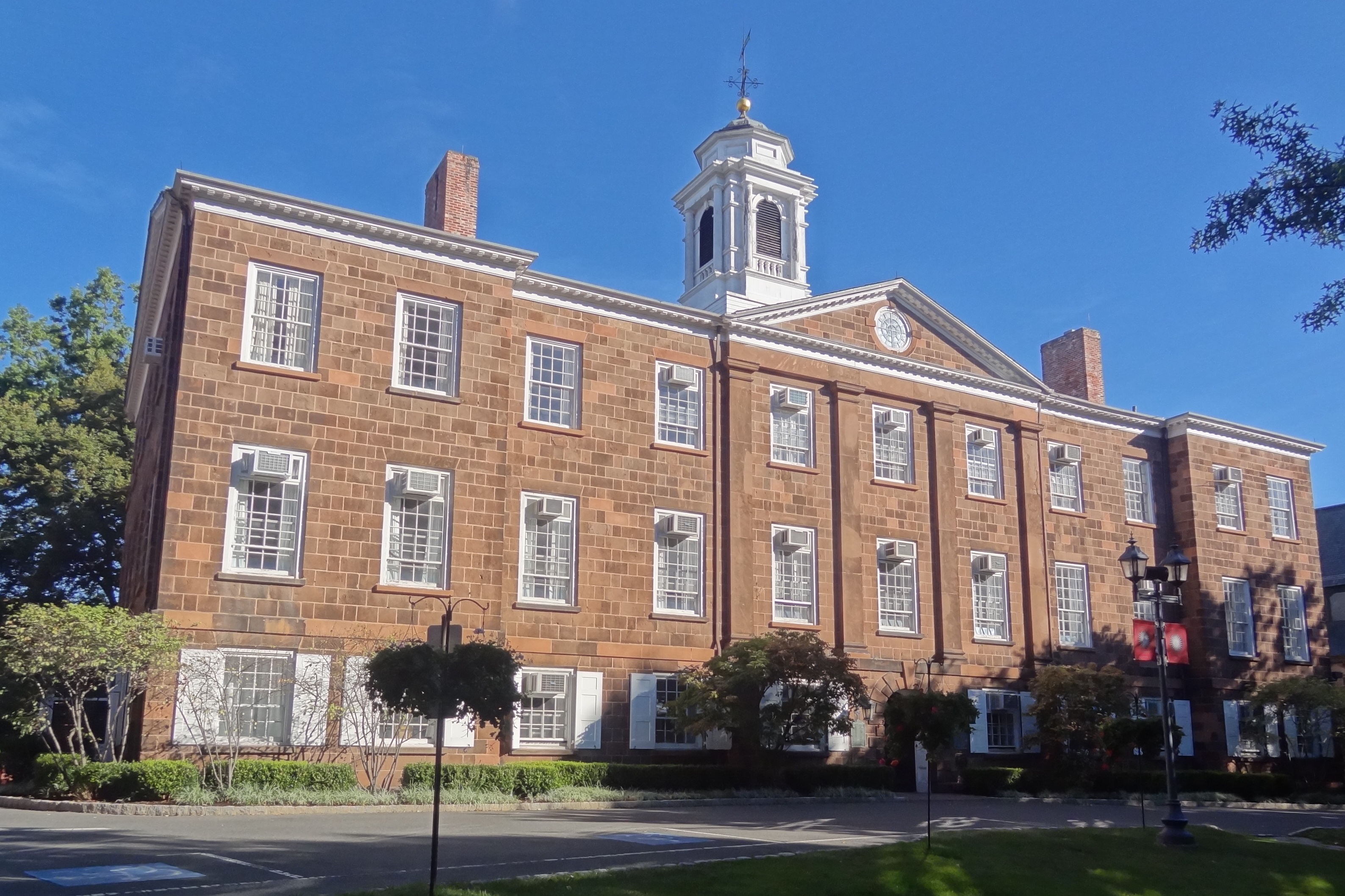
Old Queen's College, le plus viel édifice du campus de l'université Rutgers à New Brunswick, construit entre 1808 et 1825.
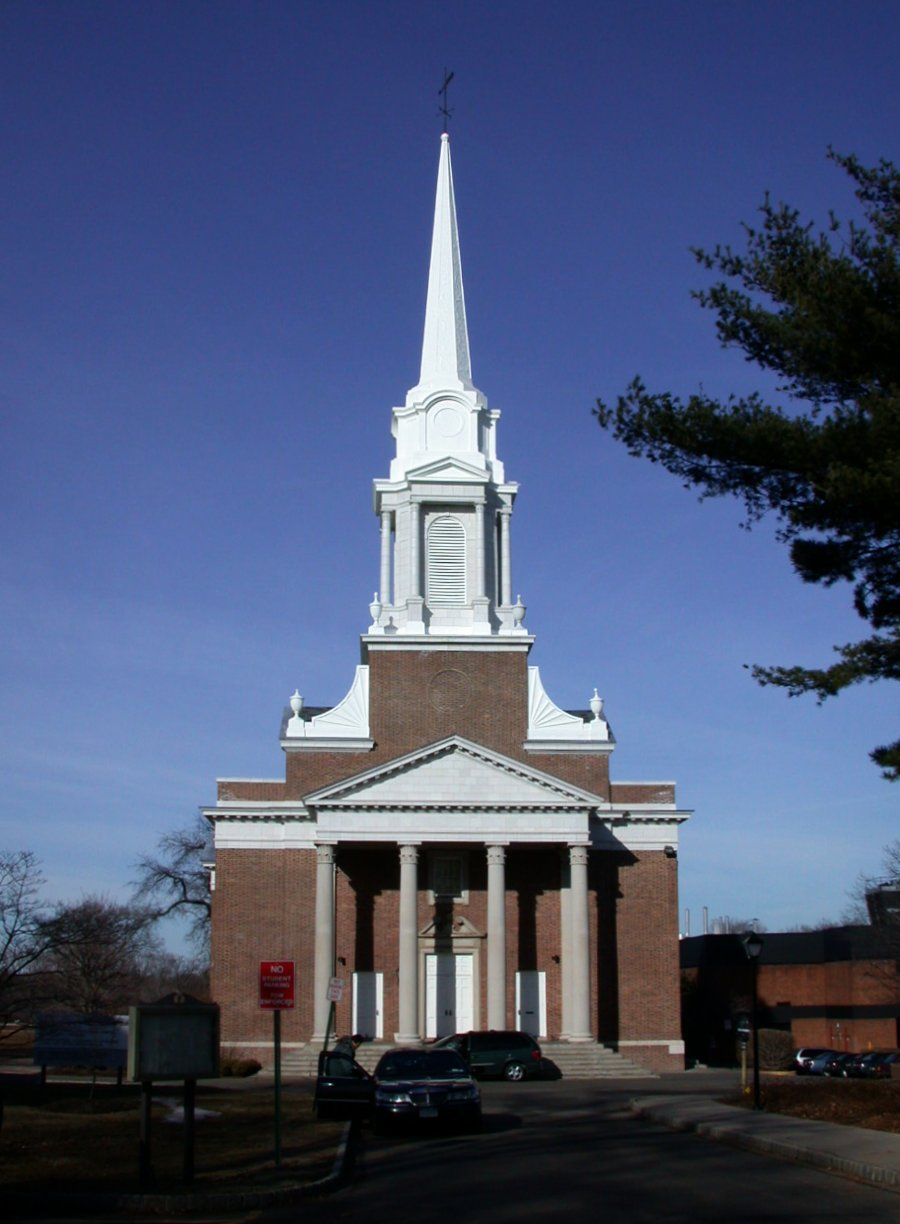
L'église Rutgers, Douglas College.
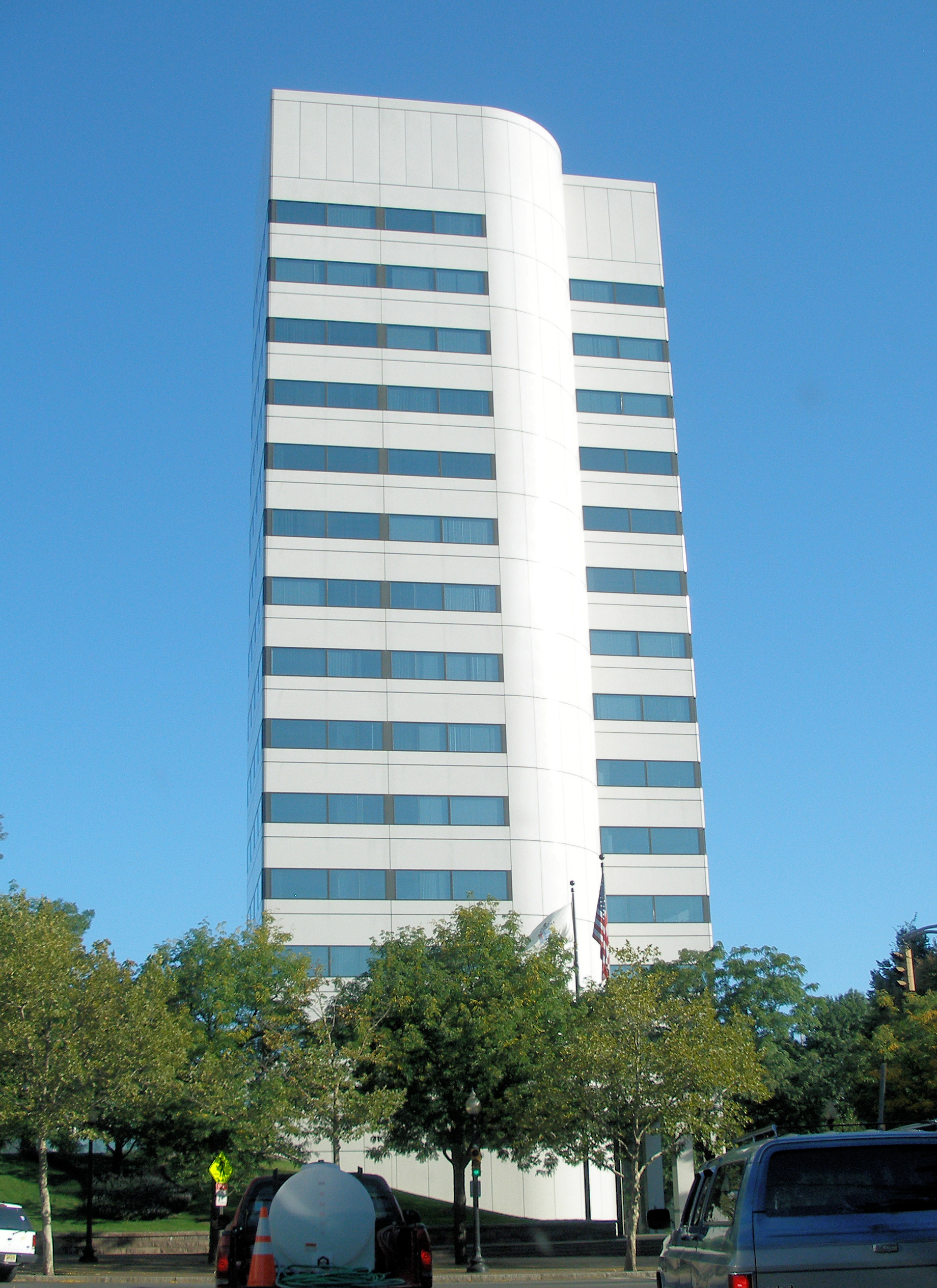
Le siège social de la firme Johnson & Johnson.
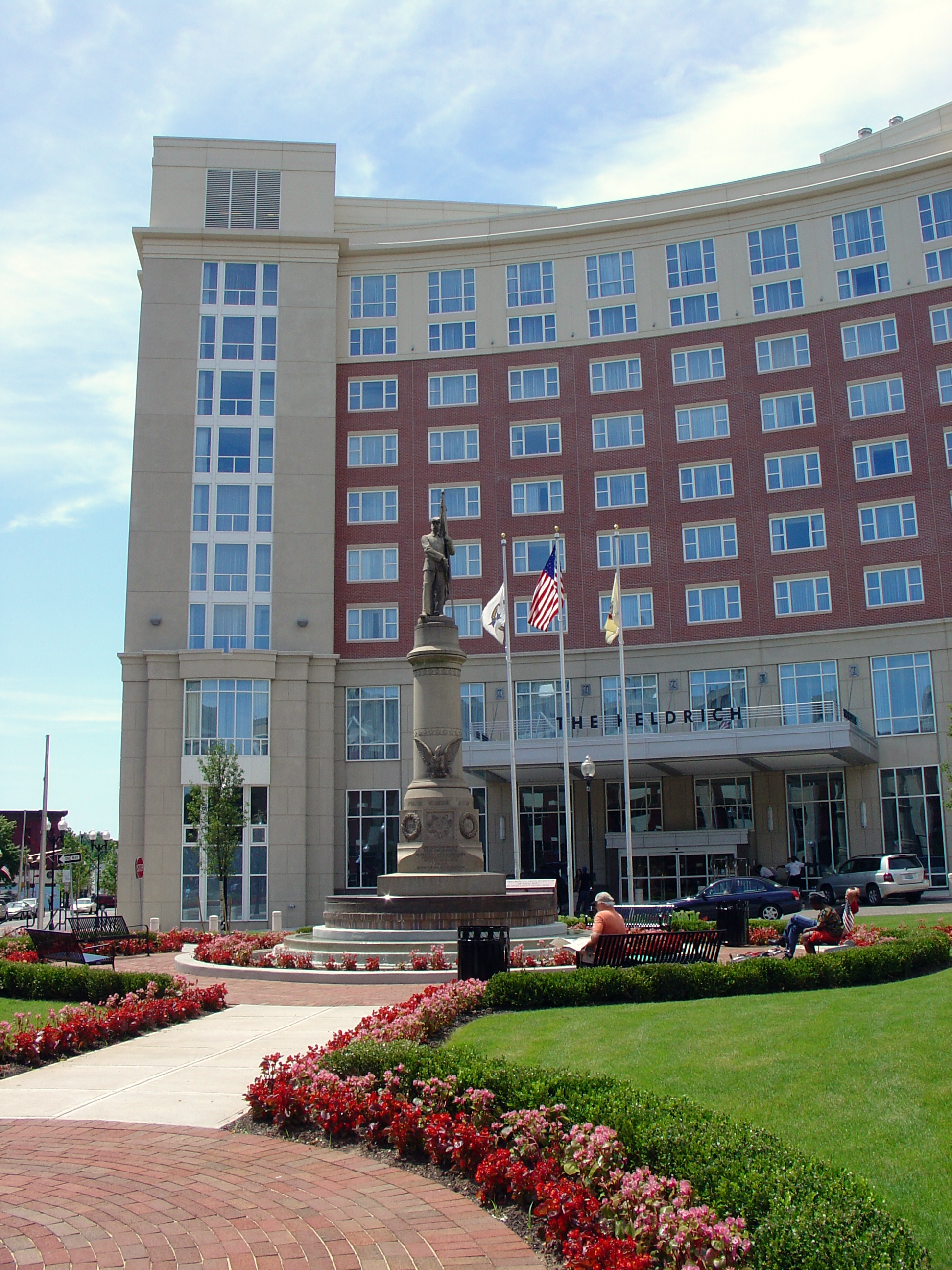
L'hôtel Heldrich, situé dans le centre-ville.
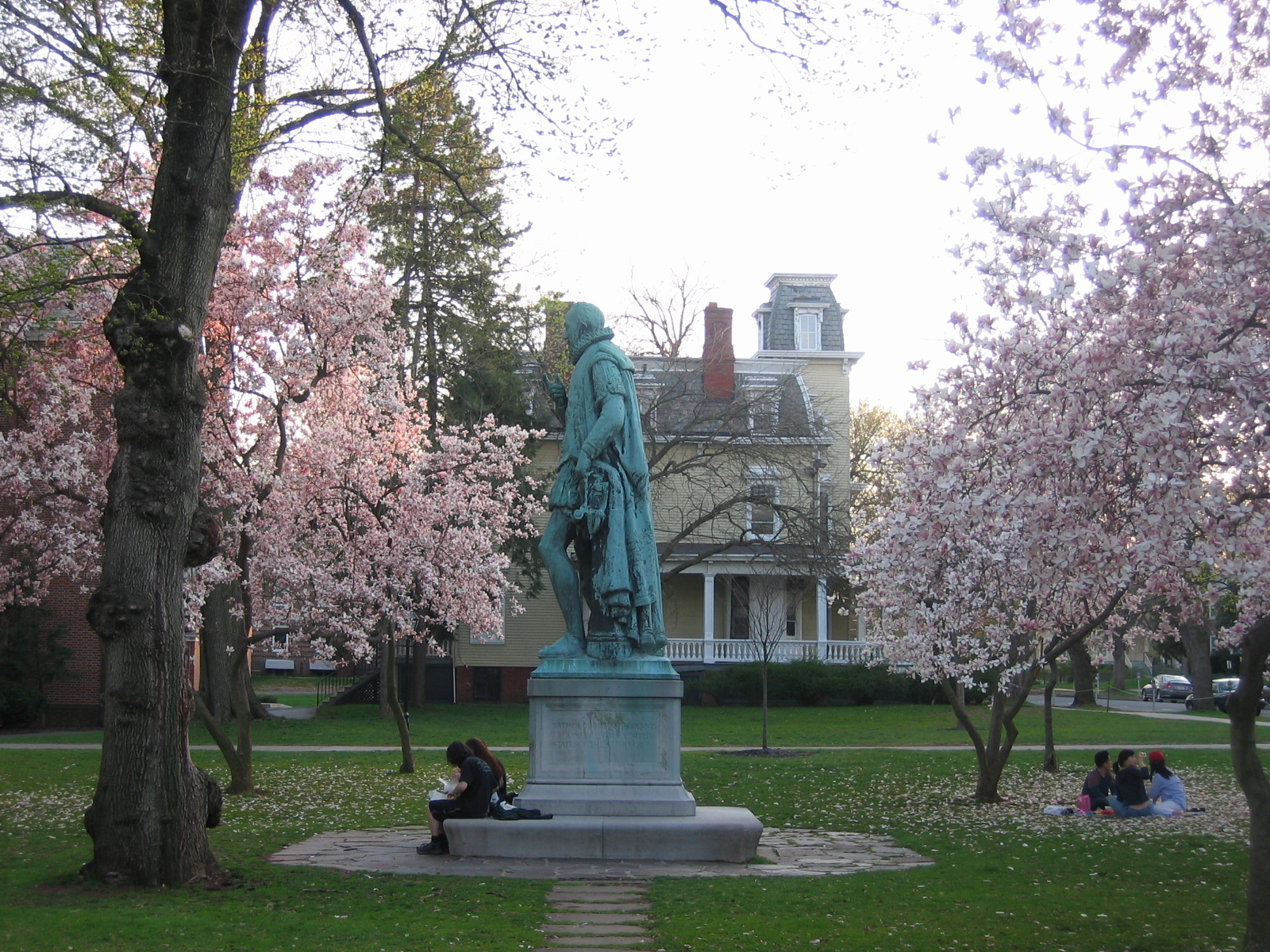
Statut de Guillaume d'Orange dans le parc Voorhees Mall du campus d'Old Queen's College.
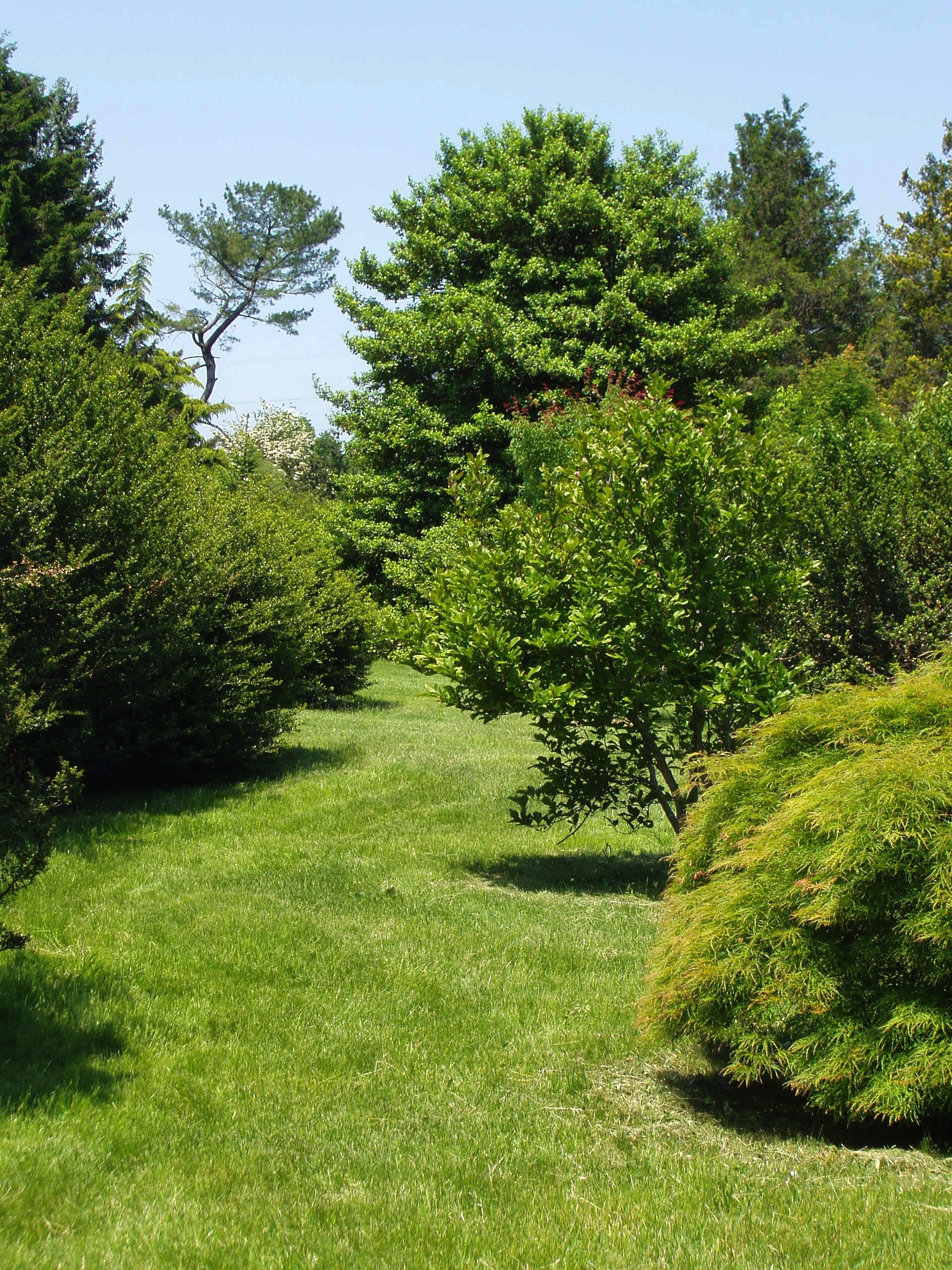
Arboretum des jardins de l'université Rutgers (actuellement situés à North Brunswick).
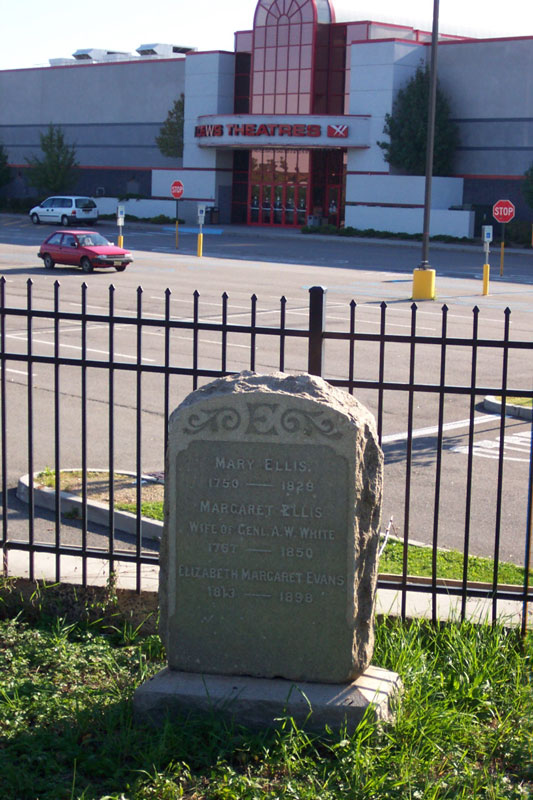
La tombe de Mary Ellis.

- Albany Street Bridge, pont qui permet de traverser le Raritan et de rejoindre Highland Park
- Bishop House, 115 College Avenue, un manoir de style italien construit par James Bishop, classé depuis 1976.
- Le manoir Buccleuch à Buccleuch Park.
- Christ Church Episcopal Churchyard, l'église épiscopale de New Brunswick.
- La maison de Henry Guest, échevin (alderman) de New Brunswick et ami de John Adams et de Thomas Paine.
- L'église apostolique de St. Peter (St. Pierre), 94 Somerset Streer, construite en 1856.
- Le canal Delaware et Raritan.
- Le lieu de naissance du poète Joyce Kilmer.
- Kilmer Square, un centre commercial sur Albany Street.
- Le cimetière Willow Grove, près du centre-ville.
- Le palais de justice du comté de Middlesex, centre-ville. C'est ici qu'Assata Shakur (membre des Black Panthers et de la Black Liberation Army) fut condamnée en 1977 avant de s'évader de sa prison et de s'exiler à Cuba.

## Résidents connus
- David Abeel (1804-1846), missionnaire de l'église réformée néerlandaise[3].
- Garnett Adrain (1815-1878), membre de la Chambre des représentants des États-Unis[3].
- Charlie Atherton (1874-1934), joueur de la ligue majeure de baseball[4].
- Jim Axelrod, principal correspondant à la Maison-Blanche pour CBS News, et reporter pour le CBS Evening News[5].
- James Berardinelli (1967- ), critique de cinéma, né à New Brunswick[6].
- James Bishop (1816-1895), élu du troisième district du New Jersey à la chambre des représentants des États-Unis, de 1855 à 1857[7].
- Gary Brokaw (1954-), joueur à la NBA[8].
- Arthur S. Carpender, amiral américain.
- Wheeler Winston Dixon (1950- ), critique de cinéma, réalisateur, et professeur né à New Brunswick.
- Nancy Dorian (1936-2024), née à New Brunswick, linguiste américaine, spécialiste de l'étude du déclin et de l'extinction d'une langue.
- Michael Douglas (1944- ), acteur né à New Brunswick[9].
- Anthony Walton White Evans (1817–1886), ingénieur ayant étudié à l'Institut polytechnique Rensselaer[10].
- Les personnes impliquées dans l'affaire du meurtre de Hall-Mills, dans les années 1920.
- Augustus A. Hardenbergh (1830-1889), élu du septième district du New Jersey à la chambre des représentants de 1875 à 1879, puis à nouveau de 1875 à 1879[11].
- Mark Helias (1950-), contrebassite et compositeur de jazz.
- Adam Hyler (1735-1782), corsaire pendant la Guerre d'indépendance des États-Unis[12].
- Jaheim (1979-), chanteur de R&B.
- Dwayne Jarrett (1986- ), wide receiver dans l'équipe de football américain de l'université de Californie du Sud de 2004 à 2006 et wide receiver des Panthers de la Caroline.
- James P. Johnson (1894-1955), pianiste de jazz surnommé « le père du piano stride » et compositeur[13].
- Robert Wood Johnson (1845-1910), homme d'affaires cofondateur, avec ses deux frères, de la firme Johnson & Johnson.
- Robert Wood Johnson II (1893-1968), homme d'affaires, fils de Robert Wood Johnson I et dirigeant de Johnson & Johnson.
- Joyce Kilmer (1886-1918), journaliste, poète, critique littéraire, conférencier et éditeur.
- Littleton Kirkpatrick (1797-1859), membre de la Chambre des représentants des États-Unis de 1853 à 1855, et maire de New Brunswick de 1841 à 1842[14].
- Robert Pastorelli (1954-2004), acteur qui se fit connaitre en interprétant un rôle dans la série télévisée Murphy Brown.
- Franke Previte, compositeur oscarisé pour la bande originale de Dirty Dancing[15].
- Miles Ross (1827-1903), maire de New Brunswick, membre de la chambre des représentants et homme d'affaires.
- George Sebastian Silzer (1870-1940), membre du conseil municipal de New Brunswick de 1892 à 1896 et 38e gouverneur du New Jersey du 15 janvier 1923 au 15 janvier 1926 (Parti démocrate)[16].
- James H. Simpson (1813-1883), arpenteur de l'armée américaine.
- Larry Stark (1932- ), journaliste et critique de théâtre, createur du Theater Mirror
- Ronald Thal (1969-), chanteur, compositeur et guitariste, membre actuel des Guns N' Roses.
- Joe Theismann (1949- ), ex quarterback de la NFL et ancien commentateur pour ESPN.
- William Henry Vanderbilt (1821-1885), homme d'affaires membre de la célèbre famille Vanderbilt.
- John Van Dyke (1807-1878), membre de la Chambre des représentants des États-Unis de 1847 à 1851, maire de New Brunswick de 1846 à 1847[17].
- Eric Young (1967-), ancien joueur de la Ligue majeure de baseball.
- Paul Wesley (1982-), acteur né à New Brunswick
- Lauren Hernandez (2000-), gymnaste médaillée aux Jeux olympiques d'été de Rio.
- Norman Tanzman (1918-2004), politicien siègeant à l'Assemblée générale du New Jersey de 1962 à 1968 et au Sénat du New Jersey de 1968 à 1974[18].

## Jumelages
- Fukui, préfecture de Fukui, Japon
- Tsuruoka, Yamagata, Japon
- Debrecen, Hajdú-Bihar, Hongrie
- Limerick, comté de Limerick, Irlande